# Йон, Марко
Ма́рко Йон (нем. Marco John; родился 2 апреля 2002, Бад-Фридрихсхалль, Германия) — немецкий футболист , полузащитник клуба «Гройтер Фюрт».

## Футбольная карьера
Марко - уроженец города Бад-Фридрихсхалль, расположенного в земле Баден-Вюртемберг. Футболом начинал заниматься в командах «Зульцбах» и «Унион Хайльброн». В 11 лет перешёл в академию «Хоффенхайма». Выступал за молодёжные команды клуба, в сезоне 2018/2019 провёл одну встречу в Юношеской Лиге УЕФА.
Начиная с сезона 2020/2021 тренируется с основной командой. 12 сентября 2020 года дебютировал за вторую команду в поединке Регионаллиги против «Балингера». 3 декабря 2020 года получил шанс сыграть за основную команду в поединке Лиги Европы против «Црвены Звезды». Появился на поле в стартовом составе и провёл весь матч, который закончился нулевой ничьей. Спустя неделю Марко также появился в стартовом составе в поединке против «Гента», в котором стал автором голевой передачи, а «Хоффенхайм» победил со счётом 4:1.
9 января 2021 года дебютировал в Бундеслиге в поединке против «Шальке 04», также появившись в стартовом составе и проведя на поле весь матч.
Является игроком юношеских сборных Германии. Участник чемпионата Европы 2019 года среди юношей до 17 лет. На турнире провёл все три матча, заняв со сборной 3 место в группе.